# Guayupes
Les Guayupes (prononcer Gouayoupès) ou Gayupes (prononcer Gayoupès) sont des tribus indigènes colombiennes qui occupaient le piémont oriental de la Cordillère des Andes, sur un territoire qui correspond aujourd'hui aux municipalités de Villavicencio,  Restrepo, Cumaral, Acacías, Guamal, San Martín, Granada et San Juan de Arama.
Leur peuplement était réparti en groupes de cases distants de quelques kilomètres les uns des autres, implantés en bordure des canaux et rivières des Llanos, et le long des rives du río Guape.

## Croyances et traditions
Selon les Guayupes, les médecins possédaient le pouvoir de se transformer en bêtes sauvages et pouvaient ainsi nuire gravement aux autres. Cette profession et son étrange capacité de malfaisance se transmettaient de père en fils.